# NGC 7020
NGC 7020 は、くじゃく座に位置する棒状レンズ状銀河。二重のリング（環）を持つ環状銀河の一種で、中心部を取り囲む内側のリングが六角形状の構造をしていることが特徴。

## 概要
1836年8月31日にジョン・ハーシェルによって発見された。
地球から約1億4000万光年の彼方に位置し、外側の環の直径は 11万光年（33.6 kpc）と推定されている。NGC 7020は外側と内側の2つの環があり、内側の環は明るく六角形状に見える。内側の環の長軸の端に突出した構造が見られることから棒状に分類される。